# Glück aus Ohio
Glück aus Ohio ist ein deutscher Spielfilm aus dem Jahre 1950 von Heinz Paul mit Hermann Brix und Edith Prager in den Hauptrollen. Der Geschichte liegt die Komödie „Spatzen in Gottes Hand“ von Edgar Kahn und Ludwig Bender zugrunde.

## Handlung
Gustl Kreuder hat es als Geschäftsmann nicht eben leicht. Er muss als Vertreter für Feuerlöschgeräte hart schuften, um sich und seine Frau Kathrin einigermaßen über die Runden zu bringen. Um seiner Frau einen kleinen Hoffnungsschimmer zu vermitteln und ihr und sich auch mal etwas gönnen zu können, behauptet er ihr gegenüber, von einem in den USA lebenden Verwandten mit einer Erbschaft bedacht worden zu sein. Dies bedeutet ein zumindest  finanzielles Glück aus Ohio, einem US-amerikanischen Bundesstaat. Wie so oft wird demjenigen, der bereits hat, noch mehr gegeben, und so entwickelt Gustl allmählich einen bescheidenen Wohlstand, der jedoch einzig auf dieser einem Schwindel gebaut ist. Er ist plötzlich gesellschaftlich wie geschäftlich gefragt. 
Ehe das ganze Lügengebäude auf tönernen Füßen in sich in sich zusammenkrachen kann, hat Gustl ganz reales Glück. Während einer Fahrt auf der Autobahn sieht er, wie ein luxuriöser Ami-Schlitten Feuer gefangen hat. Sofort hält Kreuder an und löscht den Brand am teuren Gefährt mit einem seiner Feuerlöschgeräte. Dadurch erwirbt er die Gunst des Besitzers, des Direktors Hasenkamp, der sich Gustl sofort erkenntlich zeigt. Beeindruckt von dessen Produkt, ordert Hasenkamp eine beträchtliche Stückzahl der lebensrettenden Löscher und saniert damit Kreuder endgültig. Damit ist auf dem vorgetäuschten Glück aus Ohio ein ganz reales Wirtschaftswunder-Glück bundesrepublikanischer Gegenwart geworden. 

## Produktionsnotizen
Glück aus Ohio entstand im Frühherbst 1950 in und um München und wurde am 22. Dezember 1950 in Aschaffenburg uraufgeführt. Die Berliner Premiere war am 24. Juni 1952.
Die Produzenten Heinrich Schier und Wilhelm Sperber übernahmen auch die Produktionsleitung, Hanns H. Kuhnert schuf die Filmbauten.
Hermann Brix beendete mit diesem Film seine Kinokarriere.
Robert A. Stemmle hatte bereits 1938 diesen Filmstoff in der Produktion namens “Kleiner Mann, ganz groß” umgesetzt.

## Kritiken
Im Lexikon des Internationalen Films urteilte knapp: „Schwache Komödie voll naivem Optimismus.“